# 切吉京河

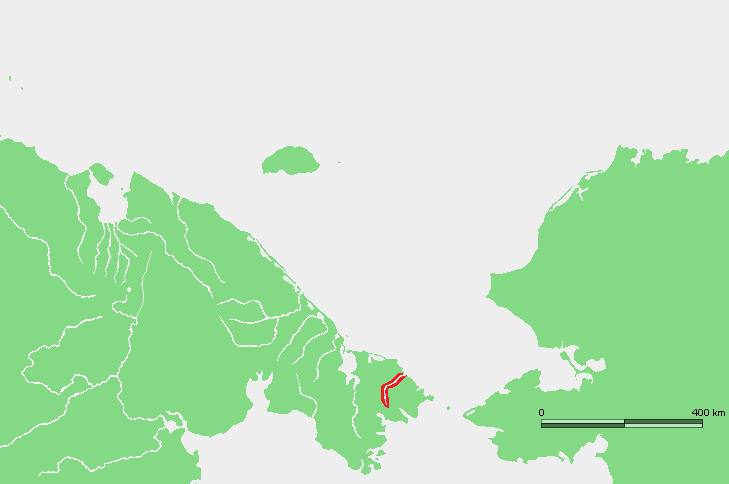

切吉京河是俄羅斯的河流，位於楚科奇半島，由楚科奇自治區負責管轄，河道全長137公里，流域面積4,120平方公里，河水主要來自融雪，最終注入楚科奇海，每年十月至翌年六月結冰。

## 外部連結
- Hydrographic and Environmental data[永久]
- Image （页面存档备份，存于）

66°35′N 171°09′E / 66.583°N 171.150°E